# Yahya Berrabah
Yahya Berrabah (in arabo يحيى بالرابح‎?; Oujda, 13 ottobre 1981) è un lunghista marocchino.

## Biografia
Berrabah ha esordito internazionalmente nel 2000 in Cile ai Mondiali juniores, successivamente ha partecipato a tutte le maggiori competizioni mondiali, come i Mondiali e due volte ai Giochi olimpici nel 2004 e nel 2008. Nel 2008 si è laureato campione africano in Etiopia mentre nel 2011, in Corea del Sud, è stato ad un passo dal podio mondiale nel corso dei Mondiali di Taegu. Al termine dello stesso anno è stato sospeso per doping, trovato positivo a EPO e cannabis, inizialmente a due e poi a quattro anni, permettendogli di tornare a competere soltanto all'inizio del 2016.
Il ritorno alle competizioni internazionali è avvenuto nel 2017 con la vittoria ai Giochi della solidarietà islamica di Baku a cui è seguito l'oro ai Giochi del Mediterraneo in Spagna nel 2018.
Nel 2009, durante la finale dei Giochi della Francofonia in Libano, oltre al titolo ha stabilito un nuovo record nazionale.

## Palmarès
| Anno | Manifestazione                    | Sede        | Evento         | Risultato | Prestazione | Note                                     |
| ---- | --------------------------------- | ----------- | -------------- | --------- | ----------- | ---------------------------------------- |
| 2000 | Mondiali U20                      | Santiago    | Salto in lungo | 30º (q)   | 6,91 m      |                                          |
| 2001 | Giochi della Francofonia          | Ottawa      | Salto in lungo | 5º        | 7,81 m      |                                          |
| 2001 | Giochi del Mediterraneo           | Tunisi      | Salto in lungo | 11º       | 7,45 m      |                                          |
| 2002 | Campionati africani               | Radès       | Salto in lungo | 7º        | 7,85 m      |                                          |
| 2003 | Mondiali                          | Saint-Denis | Salto in lungo | 28º (q)   | 7,62 m      |                                          |
| 2004 | Mondiali indoor                   | Budapest    | Salto in lungo | 23º (q)   | 7,53 m      |                                          |
| 2004 | Giochi olimpici                   | Atene       | Salto in lungo | 30º (q)   | 7,62 m      |                                          |
| 2004 | Giochi panarabi                   | Algeri      | Salto in lungo | 8º        | 7,22 m      |                                          |
| 2005 | Giochi della solidarietà islamica | La Mecca    | Salto in lungo | 6º        | 7,53 m      |                                          |
| 2005 | Giochi del Mediterraneo           | Almería     | Salto in lungo | 4º        | 7,90 m      |                                          |
| 2005 | Mondiali                          | Helsinki    | Salto in lungo | 20º (q)   | 7,33 m      |                                          |
| 2005 | Giochi della Francofonia          | Niamey      | Salto in lungo | Argento   | 16,44 m     |                                          |
| 2006 | Campionati africani               | Bambous     | Salto in lungo | 8º        | 7,64 m      |                                          |
| 2006 | Campionati africani               | Bambous     | Salto triplo   | 7º        | 15,85 m     |                                          |
| 2007 | Campionati arabi                  | Amman       | Salto in lungo | 5º        | 7,40 m      |                                          |
| 2007 | Mondiali                          | Osaka       | Salto in lungo | 24º (q)   | 7,72 m      | Miglior prestazione personale stagionale |
| 2007 | Giochi panarabi                   | Il Cairo    | Salto in lungo | 6º        | 7,62 m      |                                          |
| 2008 | Campionati africani               | Addis Abeba | Salto in lungo | Oro       | 8,04 m      |                                          |
| 2008 | Giochi olimpici                   | Pechino     | Salto in lungo | 17º (q)   | 7,88 m      |                                          |
| 2009 | Giochi del Mediterraneo           | Pescara     | Salto in lungo | Argento   | 8,23 m      |                                          |
| 2009 | Mondiali                          | Berlino     | Salto in lungo | 10º       | 7,83 m      |                                          |
| 2009 | Giochi della Francofonia          | Beirut      | Salto in lungo | Oro       | 8,40 m      | Record nazionale                         |
| 2009 | Campionati arabi                  | Damasco     | Salto in lungo | Argento   | 8,09 m      |                                          |
| 2010 | Mondiali indoor                   | Doha        | Salto in lungo | 23º (q)   | 7,52 m      |                                          |
| 2011 | Mondiali                          | Taegu       | Salto in lungo | 4º        | 8,23 m      |                                          |
| 2011 | Campionati arabi                  | al-'Ayn     | Salto in lungo | Oro       | 7,85 m      |                                          |
| 2017 | Giochi della solidarietà islamica | Baku        | Salto in lungo | Oro       | 8,07 m      |                                          |
| 2017 | Mondiali                          | Londra      | Salto in lungo | 28º (q)   | 7,49 m      |                                          |
| 2018 | Giochi del Mediterraneo           | Tarragona   | Salto in lungo | Oro       | 8,02 m      |                                          |
| 2018 | Campionati africani               | Asaba       | Salto in lungo | Bronzo    | 8,14 m      |                                          |
| 2019 | Campionati arabi                  | Il Cairo    | Salto in lungo | Oro       | 8,03 m      |                                          |
| 2019 | Giochi panafricani                | Rabat       | Salto il lungo | dns       | dns         |                                          |
| 2019 | Mondiali                          | Doha        | Salto in lungo | 26º (q)   | 7,37 m      |                                          |